# Captain Tomaday
Captain Tomaday (キャプテン・トマディ?, Kyaputen Tomadi) è un videogioco arcade di tipo sparatutto a scorrimento verticale, sviluppato da Visco e pubblicato da SNK nel 1999 per il Neo Geo. In base al suo gameplay e al suo stile tipicamente cartonesco, questo titolo si rivolge ai videogiocatori principianti nel genere ma soprattutto ricorda i due conosciuti di Konami TwinBee e Parodius.
Sebbene non sia stato convertito sulle console del periodo, le recenti versioni per Sega Dreamcast e Neo Geo AES vengono pubblicate in edizione limitata dalla compagnia indipendente francese JoshProd, su concessione della licenza da parte di Visco, rispettivamente nel 2019 e nel 2021.

## Trama
Una sera temporalesca in un laboratorio di botanica, proprio mentre il professore sta svolgendo il suo lavoro, un pomodorino si stacca inspiegabilmente dalla piantina e cade dentro a una provetta di reagente chimico viola, grazie alla quale diventa Captain Tomaday, un simpatico mutante dotato di superpoteri. Lui parte subito per la sua missione di salvataggio della Terra da un'invasione di alieni vegetali.

## Modalità di gioco
Il giocatore controlla e pilota l'omonimo protagonista attraverso cinque livelli, ove colpisce ed elimina tutti gli alieni vegetali che incontra sferrando i suoi pugni telescopici, fino a giungerne alla fine dove affronta il boss presente (sempre un alieno vegetale). Una volta sconfitto, prima di passare a quello successivo viene visualizzato il progresso svolto durante il corso di ognuno di essi.
Tenendo premuto il pulsante d'attacco corrispondente alla precisa parte del pugno dritto sferrato da Tomaday (con la A la sinistra, invece con la B la destra), per poi premere l'adiacente tra i due pulsanti in questione, egli è in grado di assestare un colpo ben più potente del normale. Mentre si sorvola il livello, aprendo dei barattoli di passata di pomodoro vengono raccolte gemme, monete e cibi assortiti che assegnano punti casuali, come anche ottenere una vita supplementare e due utili power-up per Tomaday; tali oggetti se vengono colpiti dai pugni rimbalzano.
Il primo di quei power-up, una pillola, gli consente di mutarsi in tre dimensioni di sé stesso e attaccare ancora una volta coi pugni (la potenza è appunto determinata dalla avuta dimensione), oppure in una delle quattordici variegate forme con attacchi diversi: una scimmia che lancia banane, un fiore nel vaso che scaglia foglie e petali, un camaleonte che fa fuoriuscire la sua lunga lingua, un'aragosta che sfodera le chele, un aeroplano che spara missili, una carota sganciante quattro pugni (due dritti e due obliqui), un coniglio che tira carote, un pesce che sputa bolle, un gatto che dà zampate, una kendama che fa allungare la palla, un diavolo che sferra lance, un angelo che scocca frecce ed un neonato che getta giocattoli.
Il secondo e ultimo power-up, l'"avatar" (due pomodorini), gli causa lo sdoppiamento nel suo identico clone e combattono assieme; in tale circostanza il giocatore col tasto C può impartire loro due formazioni d'attacco, fianco a fianco o l'uno dietro l'altro. Inoltre pure sul clone la pillola mostra la sua efficacia.
Infine, colui che giocherà una partita come secondo giocatore impersona sempre Tomaday ma di sesso femminile (lei è abbigliata con un fiocco rosa).